# Enrico Morando
Antonio Enrico Morando (Arquata Scrivia, 30 settembre 1950) è un politico italiano.
È stato senatore della Repubblica dal 15 aprile 1994 al 14 marzo 2013 per il PDS, DS e PD, ricoprendo vari incarichi parlamentari tra cui nella 5ª Commissione Bilancio del Senato, e viceministro dell'economia e delle finanze dal 24 febbraio 2014 al 1º giugno 2018 nei governi Renzi e Gentiloni.

## Biografia
Nato ad Arquata Scrivia, in provincia di Alessandria, fatto il servizio militare nella Brigata meccanizzata "Sassari", si è laureato in filosofia all'Università degli Studi di Genova.
Nel 1976, a soli 26 anni, viene eletto segretario provinciale di Alessandria del Partito Comunista Italiano (PCI), dopo una breve esperienza di giornalista a L'Unità. Membro della segreteria regionale del PCI Piemonte tra il 1983 e il 1991, è l'estensore – con Rinaldo Bontempi – del Manifesto regionalista dei comunisti piemontesi.
Esponente della corrente migliorista del PCI, nel 1986, durante la riunione del Comitato centrale del PCI che prepara le tesi per il congresso di quell'anno, propone due emendamenti: uno che chiede di stabilire «rapporti anche organizzativi con i partiti dell'Internazionale Socialista», l'altro che propone il superamento del centralismo democratico; entrambi gli emendamenti furono respinti a larga maggioranza, ma furono accolti nei fatti pochi anni dopo, con la svolta della Bolognina nel 1989 e la nascita del Partito Democratico della Sinistra (PDS) nel 1991.
Con Giorgio Ruffolo, Salvatore Veca e Michele Salvati stende il manifesto di "Alleanza Democratica", la proposta di un nuovo partito che nasca dall'incontro tra le tradizioni del liberalsocialismo, del cristianesimo sociale e del liberalismo riformista, il primo embrione dell'Ulivo e del futuro Partito Democratico.

### Elezione a senatore
Alle elezioni politiche del 1994 viene candidato al Senato della Repubblica nel collegio elettorale di Alessandria, sostenuto dall'Alleanza dei Progressisti in quota PDS, dove ottiene il 30,92% dei voti e viene sconfitto, giungendo secondo dietro all'esponente del Polo delle Libertà, in quota Lega Nord, Giorgio Gandini al 37,01%, ma venendo comunque eletto grazie al recupero nel proporzionale.
Alle successive elezioni del 1996 viene ricandidato nel collegio di Alessandria per la coalizione dell'Ulivo, vincendo con il 43,1% contro Eugenio Filograna, del Polo per le Libertà, fermo al 34,6%.
Membro della Segreteria Nazionale del PDS, come responsabile per le politiche sociali, nel 1998 aderisce alla svolta proposta da Massimo D'Alema e al passaggio dal PDS ai Democratici di Sinistra (DS), unificando il PDS con altre forze della sinistra italiana e "ammainando" definitivamente il simbolo falce e martello del comunismo, in favore alla rosa della socialdemocrazia; diviene membro della Segreteria Nazionale dei DS, come responsabile economia, sotto Walter Veltroni.
Ricandidato nel collegio di Alessandria alle elezioni del 2001, arriva secondo con il 39,8% contro il 45,0% di Rossana Boldi della Casa delle Libertà, ma viene rieletto grazie nuovamente al recupero proporzionale.

### Candidatura a segretario dei DS
In vista del secondo congresso dei DS "Il coraggio di cambiare il mondo" a Pesaro, tra il 16 e il 18 novembre 2001, si candida a segretario nazionale come primo firmatario della mozione congressuale ("Per salvare i Ds, consolidare l'Ulivo e costruire un nuovo, unitario partito del riformismo socialista"), rappresentando la corrente più liberale, ulivista e a destra del partito, contro quelle di Giovanni Berlinguer, sostenuto principalmente dal "Correntone", e Piero Fassino; Fassino risulterà vincente con il 61,8% dei voti, mentre Morando, che proponeva un profondo rinnovamento del partito e l'apertura agli altri riformismi di matrice laica e cattolica, ottenne circa 10.000 voti, equivalenti al  4,1%, divenendo il leader dell'ala liberal dei DS.

### Presidente della Commissione Bilancio
Rieletto per la quarta volta senatore alle elezioni politiche del 2006, nella circoscrizione Veneto come capolista dell'Ulivo (lista che univa i DS con La Margherita di Francesco Rutelli), aderisce all'omonimo gruppo parlamentare ed è presidente della 5ª Commissione Bilancio del Senato per tutto il corso della XV legislatura della Repubblica.
Nel 2007 viene scelto come uno dei 45 membri del Comitato nazionale per il Partito Democratico che guida il processo di costituzione del nuovo partito. Alle elezioni primarie del PD nel 2007 sostiene il candidato segretario Walter Veltroni, e dopo la vittoria di Veltroni viene incaricato di redigere il programma elettorale del partito per le elezioni del 2008.

### Coordinatore del governo ombra del PD
Dopo la sconfitta del PD alle politiche del 2008, in cui è nuovamente rieletto senatore della Repubblica nella circoscrizione Veneto, è nominato da Veltroni membro del cosiddetto governo ombra del Partito Democratico, con l'incarico di coordinatore, ruolo che ricopre dal 9 maggio 2008 al 21 febbraio 2009.
Alle primarie del PD nel 2009 sostiene la mozione di Dario Franceschini, segretario uscente del PD e vicesegretario del PD sotto Veltroni, ma che risulterà perdente, arrivando secondo al 34,27% dei voti contro il 53,23% dei voti di Pier Luigi Bersani, ex ministro dello sviluppo economico nel secondo governo Prodi. Successivamente alle primarie, Morando inizia a sostenere l'allora sindaco di Firenze Matteo Renzi e il suo movimento dei rottamatori, partecipando ai convegni della Leopolda, appoggiando la sua mozione nelle primarie del centro-sinistra "Italia. Bene Comune", del Partito Democratico del 2013 e del 2017.
Nel 2010 firma un appello rivolto al segretario del PD Pier Luigi Bersani per posizionare il PD a favore del energia nucleare in modo trasversale.

### Viceministro dell'economia e delle finanze
Dopo aver rinunciato a ricandidarsi alle elezioni politiche del 2013, con la caduta e fine del governo Letta per volere del neo-segretario del PD Renzi per diventare Presidente del Consiglio, e alla nascita del suo governo, il 28 febbraio 2014 viene nominato dal Consiglio dei Ministri viceministro dell'Economia e delle finanze, affiancando il ministro Pier Carlo Padoan.
A seguito delle dimissioni di Renzi da Presidente del Consiglio, per la bocciatura della riforma Renzi-Boschi al referendum costituzionale, il 29 dicembre 2016 viene confermato nel ruolo di viceministro dell'Economia e delle finanze nel successivo governo presieduto da Paolo Gentiloni, mantenendo l'incarico fino al 1º giugno 2018.

### Fuori dal Parlamento
Alle primarie del PD del 2019 sostiene la mozione dell'ex radicale Roberto Giachetti, candidatosi in extremis per rivendicare l'attività dei governi Renzi e Gentiloni e rilancia l'attività riformatrice del partito; tuttavia le primarie sono vinte, con il 66% dei voti, da Nicola Zingaretti, presidente della Regione Lazio e candidato con la carriera amministrativa più lunga alle spalle, mentre Giachetti arriva terzo, piazzandosi anche dopo il segretario uscente Maurizio Martina.
Alle elezioni europee del 2019 viene candidato al Parlamento europeo, tra le liste del PD nella circoscrizione Italia nord-occidentale, ma non viene eletto.
Nel 2020, in occasione del referendum costituzionale sulla riduzione del numero dei parlamentari legato alla riforma avviata dal governo Conte I guidato dalla Lega assieme al Movimento 5 Stelle e concluso dal governo Conte II guidato dalla coalizione M5S e PD, annuncia di schierarsi per il "Sì", in favore della linea ufficiale del suo partito.
In vista dei referendum abrogativi sulla giustizia del 2022, promossi dalla Lega di Matteo Salvini e il Partito Radicale, si schiera per il "Sì" a tutti e cinque i quesiti, facendo parte della fronda nel PD a favore dei referendum assieme ai dirigenti di "Base riformista" di Lorenzo Guerini e "Giovani turchi" di Matteo Orfini.

## Vita privata
È sposato e ha due figli.

## Opere
- Giovanni Matteoli (a cura di), Le riforme dei riformisti, introduzione di Enrico Morando e Michele Salvati, Roma, Edizioni Riformiste, 2005, SBN TO01395655.
- Enrico Morando, Riformisti e comunisti? Dal PCI al PD: i "miglioristi" nella politica italiana, Roma, Donzelli Editore, 2010, ISBN 978-88-6036-482-1.
- Enrico Morando, Giorgio Tonini, L'Italia dei democratici. Idee per un manifesto riformista, Venezia, Marsilio Editori, 2012, ISBN 978-88-317-1334-4.
- Enrico Morando, Giorgio Tonini, L'Italia dei democratici. Cambiare il PD per cambiare il paese, Venezia, Marsilio Editori, 2013, ISBN 978-88-317-1728-1.